# Morón (Perú)
Virgen de Fátima de Morón o llamado popularmente más como Morón es una localidad peruana ubicada en la región Lima, provincia de Lima, distrito de Chaclacayo. Se encuentra a una altitud de m s. n. m. Está dividida en dos zonas definidas: Morón Grande que fue fundado primero y luego años después Morón Chico.

## Historia
Fue fundada el 13 de noviembre de 1962, en una zona que estaba habitada de muchos Cañaverales que crecían naturalmente frente en el Río Rímac y que eran pertenecientes a un señor que se llamaba "Señor Pope" que era de origen italiano.
Luego con el pasar de los años después empiezan a poblarlo personas que venían de otras partes del país y de la capital. Existe un proyecto en la construcción de un Centro Cívico en Morón, precisamente en el Malecón Manco Cápac.

## Clima
| Parámetros climáticos promedio de Morón | Parámetros climáticos promedio de Morón | Parámetros climáticos promedio de Morón | Parámetros climáticos promedio de Morón | Parámetros climáticos promedio de Morón | Parámetros climáticos promedio de Morón | Parámetros climáticos promedio de Morón | Parámetros climáticos promedio de Morón | Parámetros climáticos promedio de Morón | Parámetros climáticos promedio de Morón | Parámetros climáticos promedio de Morón | Parámetros climáticos promedio de Morón | Parámetros climáticos promedio de Morón | Parámetros climáticos promedio de Morón |
| Mes                                     | Ene.                                    | Feb.                                    | Mar.                                    | Abr.                                    | May.                                    | Jun.                                    | Jul.                                    | Ago.                                    | Sep.                                    | Oct.                                    | Nov.                                    | Dic.                                    | Anual                                   |
| --------------------------------------- | --------------------------------------- | --------------------------------------- | --------------------------------------- | --------------------------------------- | --------------------------------------- | --------------------------------------- | --------------------------------------- | --------------------------------------- | --------------------------------------- | --------------------------------------- | --------------------------------------- | --------------------------------------- | --------------------------------------- |
| Fuente: Accuweather                     |                                         |                                         |                                         |                                         |                                         |                                         |                                         |                                         |                                         |                                         |                                         |                                         |                                         |

## Instituciones educativas
- I.E. 1188 "Juan Pablo II"[9]

- I.E.P. "Maria Curie"[10]

- I.E.I. 015 "Cuerpo de Paz"

- Instituto Virgen de Fátima de Móron[11]

- I.E. 150[12]

## Salud
Establecimiento de salud:
- Puesto de Salud de Morón[13]